# 박용우 (축구 선수)
박용우(朴鎔宇, 1993년 9월 10일~)는 대한민국의 축구 선수로 포지션은 수비형 미드필더와 센터백이다. 현재 UAE 프로리그의 알아인 FC와 대한민국 축구 국가대표팀 소속으로 활동 중이다.

## 유소년 시절
경기도 고양시에서 태어났다. 아버지 박공재는 1986년부터 1992년까지 한일은행에서 뛰었던 실업 축구 선수이다. 광양제철초등학교에서 축구를 처음 시작했으며 주말에는 아버지의 개인 레슨을 받으며 기본기를 다져나갔다. 춘천기계공업고등학교 재학 시절에는 2002년 FIFA 월드컵 준결승 진출의 주역 중의 하나인 유상철의 지도를 받기도 했다.

## 클럽 경력

### FC 서울
건국대학교 3학년을 마칠 무렵인 2015년 FC 서울의 자유 선발 선수로 입단하며 프로 선수 경력을 시작했다. 신인임에도 불구하고 2015 시즌 공식전 34경기에 출전하며 팀의 2015년 K리그1 4위, 2015년 FA컵 우승 등에 공헌했다.
그리고 황선홍 감독이 부임한 2016 시즌에서도 공식전 26경기 2골을 기록하며 2016년 K리그1 우승, 2016년 FA컵 준우승, 2016년 AFC 챔피언스리그 준결승 진출에 일조했지만 들쭉날쭉한 경기력과 더불어 오스마르 이바녜스, 다카하기 요지로, 주세종 등과의 주전 경쟁에서 밀려나면서 2016 시즌을 끝으로 서울과의 계약을 종료했다.

### 울산 1기
2017 시즌을 앞두고 서울을 떠나 울산 현대에 입단한 후 2019 시즌까지 공식전 123경기 8골을 기록하면서 2017년 K리그1 4위, 2017년 FA컵 우승, 2018년 K리그1 3위, 2018년 FA컵 준우승, 2019년 K리그1 준우승 등에 이바지했고 2019 시즌에는 박주호와 함께 울산의 부주장을 맡았다.

### 김천 상무
2019 시즌을 끝으로 군 복무를 위해 이명재, 오세훈과 함께 울산을 잠시 떠나 김천 상무에 입단했다. 2021년 K리그2 5라운드까지 30경기 1골을 기록했고 특히 2020년 K리그1에서 25경기에 출전하며 4위라는 상무 축구단 역사상 K리그1 역대 최고 성적에 기여했다.

### 울산 현대 2기
2021년 K리그2 5라운드를 끝으로 김천에서의 2시즌간의 군 복무를 마치고 전역한 뒤 울산으로 복귀하여 2021 시즌 공식전 17경기에 출전하며 2021년 K리그1 준우승, 2021년 FA컵 준결승, 2021년 AFC 챔피언스리그 준결승 진출을 이끌었고 2022 시즌에서는 리그 31경기를 비롯해 공식전 40경기 1어시스트를 기록하면서 2022년 FA컵 준결승, 울산의 17년만의 K리그1 우승에 공헌했다.

### 알아인
2023 시즌에서도 울산 소속으로 20경기 1골로 팀의 리그 선두 수성을 이끌었다. 시즌 도중인 2023년 7월 7일 UAE 프로리그의 알아인 FC 이적설이 보도되었다.  열흘 후인 7월 17일 알아인 FC에 공식 입단하며 프로 데뷔 8년 만에 처음으로 해외 리그에 진출했다.

## 국가대표팀 경력
대한민국 U-23 대표팀의 기존 멤버인 이찬동을 대신해 2016년 AFC U-23 챔피언십 본선 엔트리에 합류하여 팀의 준우승과 함께 8회 연속 올림픽 본선 진출에 기여했지만 2016년 하계 올림픽 본선에서는 공격과 수비에서 모두 신통치 않은 모습을 보이며 팀이 12년만에 올림픽 8강에서 탈락하는데 크게 일조하고 말았다.
2023년 6월 대한민국 홈에서 열리는 페루와 엘살바도르와의 친선 경기 2연전을 앞두고 위르겐 클린스만 감독이 이끄는 대한민국 국가대표팀에 처음으로 발탁되었다. 이후 페루와의 친선 경기에서 A매치에 처음으로 출전했다.

## 그 외
2017년 5월 25일 김도훈 감독과 김용대, 이종호, 김인성, 최규백, 정승현 등 울산 현대 선수들과 함께 피파온라인3의 신규모드 3vs3 롤플레이 모드 시연과 직접 게임하는 광고 영상을 촬영하였다.

## 경력

### 선수 경력
- 2015년 - 2016년 : FC 서울
- 2017년 - 2023년 : 울산 HD
- 2020년 - 2021년 : 김천 상무 (군 복무)
- 2023년 - 현재 : 알아인 FC

## 수상

### 클럽
FC 서울
- K리그1 : 우승 (2016)
- FA컵 : 우승 (2015), 준우승 (2016)
- AFC 챔피언스리그 : 준결승 (2016)

울산 현대
- K리그1 : 우승 (2022), 준우승 (2019, 2021)
- FA컵 : 우승 (2017), 준우승 (2018)

알아인
- AFC 챔피언스리그 : 우승 (2023-24)

### 국가대표팀
대한민국 U-23
- AFC U-23 아시안컵 : 준우승 (2016)

## 참고 문헌
- 신태용이 찍은 박용우 단독인터뷰 "올림픽 포기했었다"
- '멀티의 원조' 유상철이 닮은 꼴 제자 박용우에게